# Rasmus Nielsen Møller
Rasmus Nielsen Møller (født 14. november 1802 i Trunderup syd for Odense, død 10. februar 1860 i Skoven nord for Jægerspris) var  en dansk husfæster og politiker.
Møller var søn af gårdmand Niels Rasmussen som blev kaldt Møller efter Møllegården ved Trunderup. Han lærte landbrug og var senere kusk for kammerherre Lowzow på Jægersborg Slot i nogle år. Herefter var han husfæster i Skoven nord for Jægerspris.
Møller var medlem af Den Grundlovgivende Rigsforsamling valgt i Frederiksborg Amts 4. distrikt (Frederikssund). Han stillede også op folketingsvalgene i 1849 og 1852 i Frederikssundkredsen, men blev ikke valgt til Folketinget.